# 扎戈列 (皮夫卡)

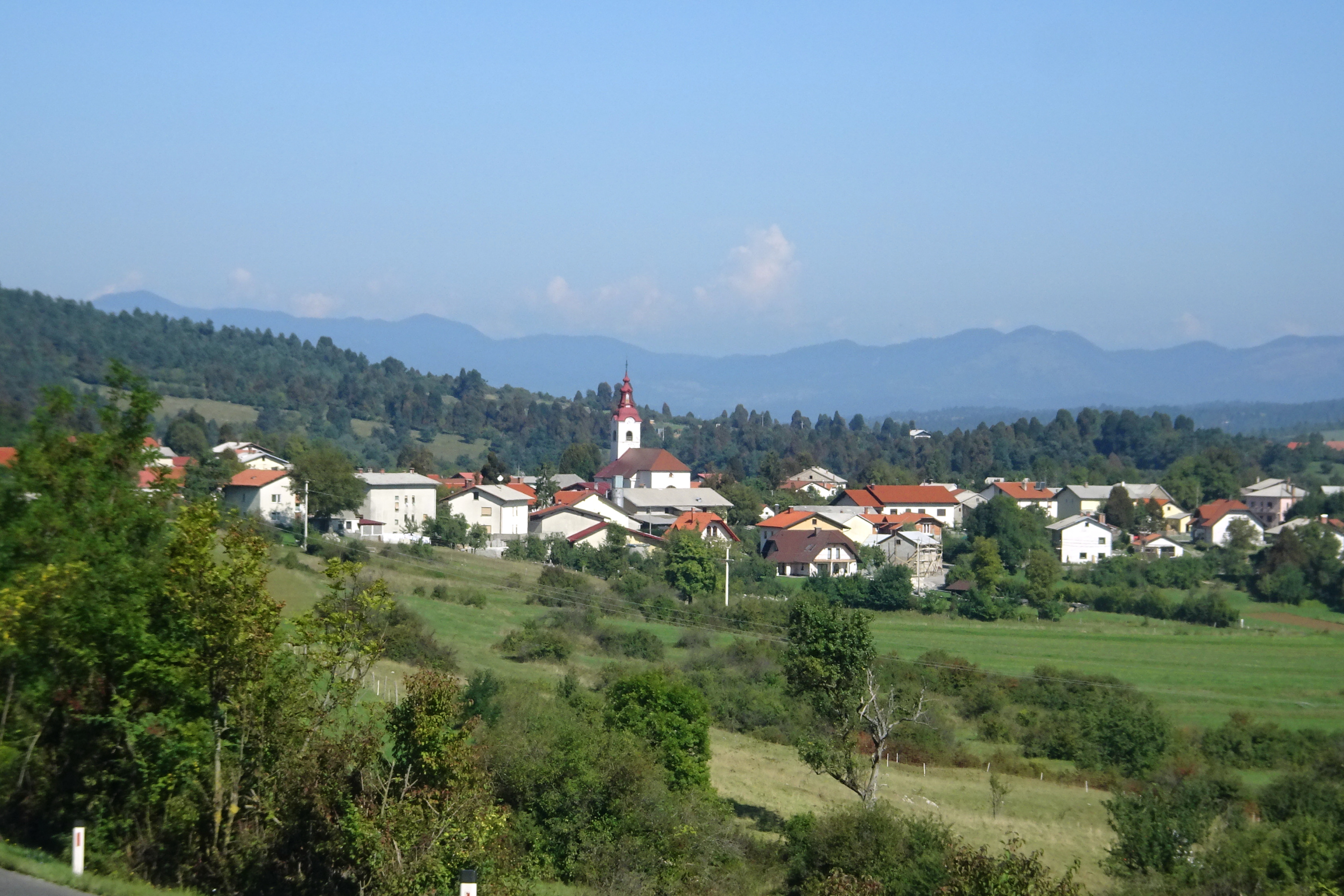

45°38′28.08″N 14°13′22.28″E / 45.6411333°N 14.2228556°E
扎戈列，是斯洛文尼亞的城鎮，位於該國西南部內卡尼奧拉地區，處於皮夫卡，面積7.6平方公里，海拔高度577米，2002年人口358，人口密度每平方公里47人。